# نوو-بولگاری
نوو-بولگاری (به لاتین: Novo-Bulgary) یک منطقهٔ مسکونی در روسیه است که در استان آستراخان واقع شده‌است.